# Owen Crippa
El Teniente de Navío (RE) VGM Owen Guillermo Crippa (Sarmiento, Provincia de Santa Fe; 27 de enero de 1951) es un aviador naval de la Armada Argentina. Combatió en la guerra de Malvinas durante 1982, desempeñándose como piloto de la 1ra Escuadrilla Aeronaval de Ataque. Utilizó un reactor Aermacchi MB339. Es reconocido por su acción del 21 de mayo de 1982, cuando descubrió a la Fuerza de Tareas Británica que desembarcaba en el estrecho de San Carlos y atacó a la fragata HMS Argonaut en solitario. Debido a su desempeño, la Armada Argentina lo distinguió con la condecoración Cruz al Heroico Valor en Combate.

## Educación y primeros años
Owen Crippa nació en Sarmiento, provincia de Santa Fe, el 27 de enero de 1951. Cursó estudios secundarios en el colegio nacional Simón de Iriondo de la ciudad de Santa Fe. Tras graduarse como guardiamarina en la Escuela Naval Militar, realizó el curso de aviador naval. Voló un T 28 Fennec en la Escuela de Aviación Naval (ESAN), un Neptune en la Escuadrilla Aeronaval de Exploración y luego regresó al curso de pilotos de caza. En la Escuela de Aviación Naval, voló el jet italiano Aermacchi 326GB. 
Más tarde, fue dado de pase a la 1ra Escuadrilla Aeronaval de Ataque, asentada en la base aeronaval de Punta Indio, que estaba dotada con reactores Aermacchi de entrenamiento modelos 326 GB y MB339 avanzado. En 1982, al estallar el conflicto de Malvinas, se encontraba en la 3ra Escuadrilla Aeronaval de Caza y Ataque al mando del Capitán Castro Fox, que piloteaba los Skyhawk A4-Q. Al no tener cumplidas las diferentes etapas de adiestramiento en el A4-Q, solicitó su pase a la 1ra Escuadrilla Aeronaval de Ataque.

## Actuación en la Guerra de Malvinas
"Tuve tiempo para observar todo como en una película en cámara lenta. Rodeado de buques, evalúe la situación."

Owen Crippa
La 1° Escuadrilla Aeronaval de Ataque operaba con aviones Aermacchi 326 en las bases continentales de la Patagonia y con la mayoría de los Aermacchi 339 en las Islas Malvinas para su operación en apoyo al Batallón de Infantería N.º 5 y misiones de apoyo aéreo cercano a requerimientos de la superioridad, teniendo como base el aeropuerto de Puerto Argentino.
Crippa fue el primer argentino que atacó en forma solitaria a la flota inglesa en Malvinas. En la mañana del 21 de mayo de 1982 se envió un Aermacchi (4-A-115) al mando del Teniente de Navío Guillermo Owen Crippa a comprobar si parte de la flota británica estaba desembarcando en el Estrecho de San Carlos. Voló hacia el estrecho sabiendo que, si había un desembarco, habría una cantidad de buques importante. Se encontró frente a catorce buques ingleses y atacó al primero, la Fragata HMS Argonaut, lanzando un cohete Zuni de 127 mm. Abrió fuego sobre la infraestructura del buque con cañones de 30 mm y cohetes. Intentó afectar sus radares, lanzando el Zuni y volando rasante sobre sus antenas.
Crippa se encontró rodeado de buques y tuvo que evaluar la situación. Si retornaba por donde había entrado, se expondría a los disparos británicos. Si se escapaba entre ellos, los expondría a su propio fuego, y esto fue lo que hizo. Se planchó sobre el agua y comenzó a zigzaguear entre ellos hacia el refugio de una península próxima al frigorífico. Un buque a su izquierda comenzó a dispararle. Al distinguir el misil enemigo, Crippa realizó una maniobra evasiva. Sorteó Punta Chancho creyéndose a salvo. Sin embargo, en aquella posición encontró más buques, miembros de la Fuerza de Tareas Británica. Intentó estimar su número para informar al comando argentino.
Escapó hacia la zona de Puerto Darwin aunque era peligroso. Dado que si era confundido con un enemigo podía ser derribado por artillería propia, voló rasante para evitar disparos. Al no tener contacto radial con Puerto Argentino salió nuevamente hacia el mar para lograr contactarse y que lo guiaran de regreso.

## Postguerra
Al terminar la guerra solicitó su pase a retiro con 15 años de servicio y sin pensión. Recibió ofertas laborales desde el extranjero pero prefirió quedarse en Argentina. Trabajó como piloto fumigador y fue instructor del Aeroclub Sunchales, en su provincia natal de Santa Fe. Además, se desempeñó en el ámbito empresarial. Actualmente es jubilado y desarrolla la creación de un avión argentino.